# Континуїтет
Континуїтет — теорія в міжнародному праві про безперервність держави як суб'єкта міжнародного права і безперервності міжнародних державних зобов'язань. У цьому полягає відмінність від поняття «правонаступництво», коли одна держава бере на себе міжнародні права та зобов'язання іншої. Принцип континуїтету спрацьовує в разі кардинальних політичних змін у державі — революція і зміна державного режиму, розпад держави.
Росія, зокрема, відноситься до сучасних держав-продовжувачів. Бувши продовжувачем Радянського Союзу, Росія виконує зобов'язання по укладених раніше двосторонніх та багатосторонніх договорах СРСР. Росія стала постійним членом Ради Безпеки ООН, володарем всієї радянської зброї масового знищення, номінальним власником більшої частини майна і всіх боргів СРСР за кордоном.